# Farkas Anna (grafikus)
Farkas Anna (Budapest, 1971. augusztus 10. –) Red Dot Grand Prix-, Ferenczy Noémi-díjas, Aranyrajzszög és háromszoros Red Dot Winner díjas magyar tervezőgrafikus.
A Magyar Képzőművészeti Egyetem tervezőgrafika szakán szerzett diplomát 1996-ban. 2020-ban doktorált az MKE Doktori Iskolájában. Az Anagraphic stúdiót 1999-ben alapította, fő profilja kiadványok, logók, emblémák és arculatok grafikai tervezése. 2006-ban több kollégájával közösen hozta létre a Magyar Tervezőgrafikusok és Tipográfusok Társaságát (MATT). Munkái a legnevesebb hazai és nemzetközi szakmai kiadványokban szerepelnek. Rendszeres résztvevője tervezőgrafikai kiállításoknak. 2022. szeptemberétől a Magyar Képzőművészeti Egyetem oktatója.